# ملی و راه‌های نرفته‌اش
مَلی و راه‌های نرفته‌اش که فیلمی اجتماعی به کارگردانی و نویسندگی تهمینه میلانی و تهیه‌کنندگی محمد نیک‌بین محصول سال ۱۳۹۵ است.
این فیلم از تاریخ ۲۲ شهریور ۱۳۹۶ در سینماهای ایران اکران شد.

## خلاصه داستان
ملیحه (ماهور الوند)، دختری جوان و پرشور است که در خانواده‌ای متعصب و افراطی بزرگ شده، عاشق جوانی به نام سیامک (میلاد کی‌مرام) می‌شود و برخلاف نظر خانواده که معتقدند این جوان متناسب با دخترشان و خانواده شان نیست  با او ازدواج می‌کند و بعد از ازدواج کم کم متوجه می شود که سیامک دچار نوعی حس شک و تردید است و مدام ملیحه را کتک می‌زند و هیچ حمایتی نیز از جانب خانواده‌اش دریافت نمی‌کند و ...

## بازیگران
- میلاد کی‌مرام   در نقش سیامک رودانی (سیا)
- ماهور الوند  در نقش ملیحه (ملی)
- جمشید هاشم‌پور  در نقش پدر سیامک
- السا فیروزآذر  در نقش نیر
- افسر اسدی  در نقش مادر سیامک
- فرزانه نشاط‌خواه  در نقش مادر ملیحه
- جمشید جهان‌زاده در نقش پدر ملیحه
- ستاره اسکندری
- سامان ارسطو